# 니콜라이 안트로포프
니콜라이 알렉산드로비치 안트로포프(러시아어: Никола́й Алекса́ндрович Антро́пов, 1980년 2월 18일~)는 카자흐스탄의 은퇴한 아이스하키 선수로 포지션은 센터와 라이트윙이다. 내셔널 하키 리그(NHL)의 토론토 메이플리프스, 뉴욕 레인저스, 애틀랜타 스래셔스, 위니펙 제츠 소속으로 활동했으며 NHL 통산 788경기에 출전하여 465득점을 기록했다.
국제 대회에 카자흐스탄 국가대표 선수로 활동하여 2006년 동계 올림픽에 참가했다.